# Juan José Lapitz
Juan José Lapitz Mendía (Fuenterrabía, 24 de septiembre de 1934 - 11 de julio de 2017) fue un periodista gastronómico español, considerado uno de los pioneros en España en esta especialidad.

## Biografía
Lapitz comienza como escritor en la revista "Ondarribi" en la década de los 50. Posteriormente, colabora en diarios, revistas y emisiones radiofónicas. En la década de los 80, tiene un artículo semanal en la revista "Domingo" del diario Deia, durante más de un año. Bajo el seudónimo de Kepa Kaizar, en 1981 publica en este mismo diario sus Rincones de Euzkadi, dedicados a las tierras de Iparralde y Pirineo navarro. Desde 1994 y hasta el momento de su muerte, colaboraba con El Diario Vasco.
Entre sus reconocimientos, recibió el de "Caballero" de las cofradías de "La angula de Hendaia", "L'Operne", de Biarritz y "La Commanderie de Perigord". En 1998 obtuvo el Premio a la Mejor labor de Periodismo Gastronómico, otorgado por la Academia Española de Gastronomía y en 2006, la Diputación de Gipuzkoa y la Cofradía Vasca de Gastronomía le otorgaron el Premio Busca Isusi por su larga trayectoria. También fue fundador y académico de número de la Academia Vasca de Gastronomía.
En 2016 la Academia Vasca de Gastronomía le concedió el Premio José María Busca Isusi por su contribución a promover la cultura vasca. La Academia Internacional de Gastronomía designó a su libro «2000 Refranes para comer» Prix Literaire Gastronomique 2009. 
Falleció el 11 de julio de 2017, dos días antes de que se presentara su biografía Juan José Lapitz, memorias de un gastrónomo vasco, escrito por Fernando Sánchez Gómez.

## Obras
Libros
- Anecdotario ondarribitarra (1975)
- Amar a Euskalerria conociéndola (1978)
- El salmón, su vida privada y pública (en colaboración con José María Busca y José Iraundegui) (1980)
- La cocina cántabro-gascona (1980)
- Comer en Euskalherria (1980)
- Comer en carretera (en colaboración) (1981)
- Manual de la matanza (en colaboración) (1982)
- Cocina e Higiene alimentaria (en colaboración) (1982)
- Manual de las setas (1983)
- La cocina popular (en colaboración) (1984)
- Maiak. Guía de restaurantes de Euskadi (en colaboración) (1985)
- La cocina moderna en Euskadi (1987)
- Setas en Guipúzcoa (1988)
- La cocina Vasca. Sus recetas básicas (en colaboración) (1989)
- La cocina de Shishito en la Belle Epoque (1991)
- Diccionario Enciclopedia de gastronomía vasca (en colaboración) (1992)
- Ttantta, Historia de una gota de agua (1993)
- Carnell, un perro gourmet (1994)
- Recettes des sept provinces du Pays Basque (1995)
- Antologia de Busca Isusi (1996)
- La cocina de la selección nacional de fútbol (en colaboración) (1998)
- El agua en la cocina del futuro (coordinador) (1999)
- Agua, el arte de buen comer (coordinador) (2000)
- Los caseríos y la cocina popular vasca (2000)
- El agua en la coctelería del siglo XXI (2002)
- La cocina marinera de Fornells (en colaboración) (2003)
- Las mejores recetas del siglo XXI de néctares y zumos (coordinador) (2004)
- La Huerta y la gastronomía en Hondarribia (en colaboración) (2004)
- Semblanza de un maestro (2006)
- La morcilla de Ormaiztegi (coordinador) (2007)
- Agenda gastronómica de Gipuzkoa (2008)
- Diccionario del agua (2008)
- El agua fuente de vida (en colaboración) (2008)
- La cuisine basque Recettes fondamentales des 7 provinces (2009)
- La Achicoria en la cocina del siglo XXI (coordinador) (2009)
- 2000 refranes para comer (2009)
- La cocina de Hondarribia de ayer y hoy (2011)
- Cinco docenas de pasteles (Recopilación de dulces típicos de Euskal Herria) (2016)